# District de Vitry-sur-Marne
Le district de Vitry-sur-Marne est une ancienne division territoriale française du département de la Marne de 1790 à 1795.
Il se compose des cantons de Vitry-sur-Marne, Cloyes, Courdemange, Etrépy, Giffaumont, Helmaurupt, Lignon, Loisie sur Marne, Saint Amand, Saint Ouen et Saint Etienne, Saint Remy, Sermaize, Soudé le Grand, Thieblemont et Vano les Citoyennes.